# روبرت جويل
روبرت جويل (بالإنجليزية: Robert Joel)‏ هو ممثل أمريكي، ولد في 4 أغسطس 1944 في الولايات المتحدة، وتوفي في 30 سبتمبر 1992.

## وصلات خارجية
- روبرت جويل على موقع IMDb (الإنجليزية)
- روبرت جويل على موقع قاعدة بيانات برودواي على الإنترنت (الإنجليزية)
- روبرت جويل على موقع قاعدة بيانات الفيلم (الإنجليزية)